# Карл Ернст (Шлезвиг-Холщайн-Глюксбург)
Карл Ернст фон Шлезвиг-Холщайн-Зондербург-Глюксбург (на немски: Karl Ernst zu Schleswig-Holstein-Sonderburg-Glücksburg; * 14 юли 1706, Глюксбург; † 12 септември 1761) е херцог на Шлезвиг-Холщайн-Зондербург-Глюксбург.

## Биография
Той е вторият син на херцог Филип Ернст фон Шлезвиг-Холщайн-Зондербург-Глюксбург (1673 – 1729) и първата му съпруга принцеса Христиана фон Саксония-Айзенберг (1679 – 1722), единствената дъщеря на херцог Христиан фон Саксония-Айзенберг (1653 – 1707) и първата му съпруга принцеса Христиана фон Саксония-Мерзебург. Брат е на Фридрих (1701 – 1766), херцог на Шлезвиг-Холщайн-Зондербург-Глюксбург.
Карл Ернст се жени на 13 юни 1749 г. в Лемго за графиня Анна Шарлота фон Липе-Детмолд (* 7 април 1724; † 13 април 1796, Шлезвиг), дъщеря на граф Христофер Лудвиг фон Липе-Детмолд (1679 – 1747) и съпругата му Анна Сузанна Фонтаниер (1686 – 1728). Бракът е бездетен.
Той умира на 12 септември 1761 г. на 55 години.